# Santi Cazorla
Santi Cazorla, właśc. Santiago Cazorla González (ur. 13 grudnia 1984 w Llanerze) – hiszpański piłkarz występujący na pozycji pomocnika, reprezentant Hiszpanii.

## Kariera klubowa
Santi Cazorla jako junior trenował w CD Covadonga, Realu Oviedo oraz Villarreal CF. W 2003 roku został włączony do dorosłej kadry "Żółtej Łodzi Podwodnej". Swój debiut w Primera División zaliczył 30 października w wygranym 1:0 meczu z Deportivo La Coruña, kiedy to w 89 minucie spotkania zmienił Rogera Garcię. W debiutanckim sezonie w barwach Villarrealu Cazorla wystąpił tylko w dwóch ligowych pojedynkach, jednak w kolejnych rozgrywkach rozegrał już 28 meczów. Zanotował wówczas także cztery bramki w Pucharze UEFA, a hiszpański klub w ćwierćfinale został wyeliminowani przez AZ Alkmaar. W sezonie 2005/2006 Cazorla zadebiutował w rozgrywkach Ligi Mistrzów, a jego klub został wyeliminowany dopiero w półfinale.
7 lipca 2006 roku Hiszpan za 600 tysięcy euro odszedł do Recreativo Huelva, z którym podpisał czteroletni kontrakt. Postawa Cazorli w nowej drużynie spowodowała, że został wybrany najlepszym zawodnikiem Primera División według magazynu "Don Balón". Na początku 2007 roku zmarł ojciec hiszpańskiego zawodnika, a Santi zadedykował mu bramkę strzeloną w wygranym 4:2 pojedynku z Racingiem Santander.
Latem 2007 roku Villarreal CF skorzystał z klauzuli zawartej w umowie z Recreativo i odkupił Cazorlę za 1,2 miliona euro. Hiszpański zawodnik stworzył linię pomocy razem z Marcosem Senną, Robertem Pirèsem oraz Matíasem Fernándezem. 26 sierpnia 2008 roku Cazorla ogłosił, że jego pozyskaniem zainteresowany jest Real Madryt, jednak Hiszpan ostatecznie zdecydował się pozostać w ekipie "Żółtej Łodzi Podwodnej". 4 kwietnia 2009 roku w przegranym 0:3 spotkaniu z Almeríą Cazorla złamał prawą kostkę i pauzował około dwóch miesięcy.
26 lipca 2011 roku przeszedł za 21 mln euro do Málaga CF, miał być głównym zawodnikiem wielkiej Málagi budowanej przez Abdullah bin Nasser Al Thaniego czyli katarskiego miliardera. Nic jednak z tego nie wyszło spędził tam tylko jeden sezon, ponieważ właściciel postanowił sprzedać swój klub.
7 sierpnia 2012 roku został piłkarzem angielskiego Arsenal F.C., z którym podpisał długoterminową umowę. Pierwszy mecz w barwach Arsenal F.C. rozegrał 18 sierpnia w meczu ligowym zremisowanym z Sunderland A.F.C. 0:0.

## Kariera reprezentacyjna
Cazorla początkowo występował w reprezentacji Hiszpanii do lat 21. 17 maja 2008 roku Luis Aragonés powołał go do 23–osobowej kadry seniorskiej reprezentacji na mistrzostwa Europy, a na turniej nie zdecydował się zabrać między innymi Joaquína Sáncheza. W drużynie narodowej Cazorla zadebiutował 31 maja w wygranym 2:1 towarzyskim pojedynku z Peru. Na Euro pełnił rolę rezerwowego, jednak wystąpił w pięciu z sześciu spotkań, jakie Hiszpanie rozegrali na boiskach Austrii i Szwajcarii. W finałowym meczu mistrzostw były zawodnik Recreativo na ostatnie 25 minut zmienił Davida Silvę. Hiszpanie zwyciężyli 1:0 i zostali mistrzami Europy, a po zakończeniu imprezy chęć pozyskania Cazorli wyraziło wiele innych europejskich zespołów.
Na Mistrzostwach Europy w 2012 wraz z reprezentacją Hiszpanii zajął pierwsze miejsce.

## Sukcesy

### Villarreal
- Puchar Intertoto: 2003, 2004

### Arsenal
- Puchar Anglii: 2013/14, 2014/15
- Tarcza Wspólnoty: 2014, 2015

### Indywidualne
- Hiszpański piłkarz sezonu: 2006/07
- Piłkarz Arsenalu sezonu: 2012/13
- Piłkarz Arsenalu miesiąca: sierpień 2012, wrzesień 2012, luty 2013, marzec 2013, styczeń 2014, grudzień 2014, styczeń 2015
- Piłkarz miesiąca PFA według kibiców: grudzień 2014, styczeń 2015
- Drużyna sezonu Premier League według użytkowników premierleague.com: 2014/15